# 北塔镇
北塔乡，是中华人民共和国辽宁省朝阳市北票市下辖的一个乡镇级行政单位。

## 行政区划
北塔乡下辖以下地区：
翟家营村、房申村、西山村、前梅林皋村、后梅林皋村、牛家店村、广富营村、陈家梁村、白塔子村和吻苏吐噜村。